# Suita (město)
Suita (japonsky 吹田市) je město v prefektuře Ósace v Japonsku. K roku 2018 v něm žilo přes 380 tisíc obyvatel.

## Poloha
Suita leží ve vnitrozemí v jižní části ostrova Honšú na severozápadně od řeky Jodo nedaleko jejího ústí do moře. Na jihu sousedí s Ósakou, na západě s Tojonakou, na severu s Minó, na severovýchodě s Ibaraki a na východě se Seccu.

## Dějiny
Jako město vznikla Suita v roce 1940.

### Rodáci
- Jumi Uecudžiová (* 1987) – fotbalistka

## Kultura
V Suitě je hlavní kampus Ósacké univerzity.